# لاورنزانا
لاورنزانا (به ایتالیایی: Laurenzana) یک کومونه در ایتالیا است که در استان پوتنزا واقع شده‌است. لاورنزانا ۹۵ کیلومتر مربع مساحت و ۲٬۲۴۶ نفر جمعیت دارد.